# سسنا ۱۷۷ کاردینال
سسنا ۱۷۷ کاردینال (به انگلیسی: Cessna 177 Cardinal) یک هواگرد ساختِ کارخانهٔ سسنا در کشور ایالات متحده آمریکا است که در سال ۱۹۶۸-۱۹۷۸ ساخته شد. اینا هواپیما (هواگرد ) برای نخستین بار در ۱۹۶۷ میلادی مورد استفاده قرار گرفت.